# Andreas Reuther
Andreas Reuther (* 1977 in Halle (Saale)) ist ein deutscher Schauspieler.

## Leben
Reuther arbeitete zunächst über zehn Jahre freischaffend als Clown, entschied sich schließlich jedoch für die Arbeit hinter der Bühne. In der Boulevardkomödie Der nackte Wahnsinn von Michael Frayn (auch verfilmt unter dem Originaltitel Noises Off!), einer Koproduktion der Comödie Dresden mit dem Grenzlandtheater Aachen, sollte er 2008 zunächst nur in drei Proben aushelfen, übernahm jedoch schließlich die Rolle des Inspizienten Tim Allgood in diesem Stück.
Im Anschluss erhielt er ein Engagement an der Comödie Dresden; es folgten mehrmonatige Gastspiele in Aachen und Essen sowie drei Deutschlandtourneen.
In dem Weihnachtsmärchen Die Weihnachtsgans Auguste spielte er 2010 die Rolle des Schneemanns Herr Lehmann. 2011 übernahm er in dem Märchenstück Die Hexe Baba Jaga und der Bart des Drachen die Rollen des Boris (Herold des Zaren) und des Flammendetlef. 2012 spielte er in der Märchenkomödie Die Hexe Baba Jaga und Zar Wasserwirbel die Rollen Ferdinand Fisch, Zeremonienmeister Willi und das Witzseepferdchen. Mit der Produktion der Hexe Baba Jaga gastierte Reuther 2012 auch im Amphitheater Senftenberg und am Parktheater Plauen.
Reuther lebt in Dresden.

## Theaterrollen
- 2008: Der nackte Wahnsinn
- 2009: Maxe Baumann wird Hoteldirektor
- 2009: Die Hexe Baba Jaga
- 2010: Die Weihnachtsgans Auguste
- 2011: Die Hexe Baba Jaga und der Bart des Drachen
- 2012: Die Hexe Baba Jaga und Zar Wasserwirbel